# Acarnus tener
Acarnus tener är en svampdjursart som beskrevs av Tanita 1963. Acarnus tener ingår i släktet Acarnus och familjen Acarnidae. Inga underarter finns listade i Catalogue of Life.